# Нанотехнология типа «снизу вверх»
Нанотехнология типа «снизу вверх» (англ. "bottom–up" nanotechnology) — технология получения наноструктурированных материалов, в которой реализуется образование наночастиц из атомов и молекул, т. е. достигается укрупнение исходных элементов структуры до частиц нанометрового размера.

## Описание
К технологиям этого типа относятся такие методы, применяемые для получения изолированных наночастиц, нанопорошков и компактных наноматериалов, как газофазный синтез с последующей конденсацией паров; плазмохимический синтез; осаждение из коллоидных растворов; химическое и физическое осаждение плёнок и покрытий из газовой фазы (CVD и PVD), плазмы или жидких растворов на подложку; электроосаждение плёнок и покрытий; термическое разложение (пиролиз); детонационный синтез.